# Гиар, Гийом

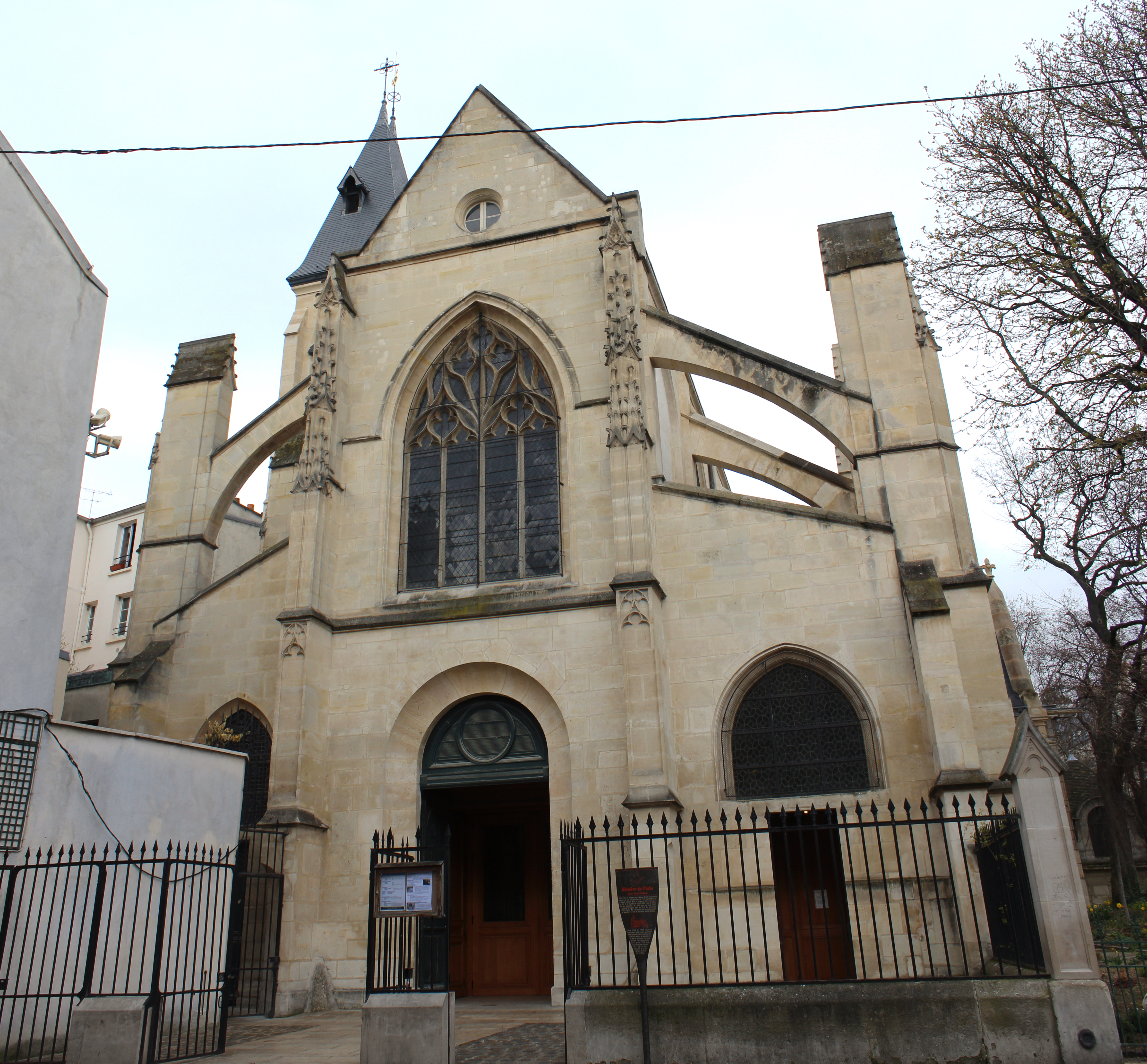
Церковь Сен-Медар в Париже, XII в.

Гийом Гиар (фр. Guillaume Guiart, Guillaume Guiard, ум. 1316 — французский хронист и поэт, участник Фландрской войны (1297—1305), автор рифмованной хроники «Ветвь королевских родов» (фр. La branche des Royaux lignages). 

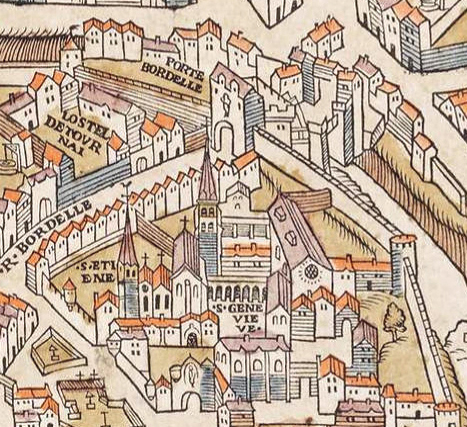
Аббатство Святой Женевьевы на плане Парижа Оливье Труше и Жермена Ойо 1550 г.

## Биография

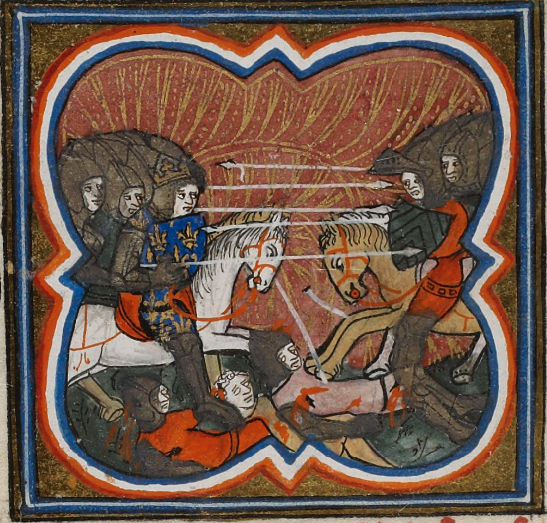
Битва при Монс-ан-Певеле. Миниатюра рукописи «Хроник Сен-Дени», XIV в.

Родился, как сообщает он сам в прологе к своей хронике, в Орлеане, скорее всего, в последней трети XIII столетия, при короле Филиппе III (1270—1285), и там же, вероятно, получил начальное образование. Участвовал во франко-фламандской войне (1297—1305) в качестве королевского сервиента и знаменосца от Орлеана, в частности, в сражениях с фламандцами при Арке (апрель 1303 г.), при Монс-ан-Певеле (август 1304 г.) и взятии Гравлина.
Получив инвалидность из-за ранения, осел в Аррасе, занявшись литературным трудом. Перебравшись спустя примерно год в Париж, получил возможность ознакомиться с обширным собранием рукописей аббатства Сен-Дени, включая одну из редакций «Больших французских хроник», вероятно, во французских переводах Примата из Сен-Дени и Гийома де Нанжи, так как степень знания им латыни не установлена. В последние годы своей жизни он получил известность в качестве певца-менестреля (фр. minestrel de bouche), возможно, декламируя вслух, в числе прочих, собственное сочинение. 
Сохранилось три акта из королевского архива, в которых фигурирует Гийом Гиар из Орлеана, проживавший в 1313 году в парижском приходе Сен-Медар, принадлежавшем аббатству святой Женевьевы. В одном из них, в частности, зафиксирована его сделка с некой мадам Перронелль, а в другом оформлен займ у некого Рауля Леванье. Последнее упоминание в документах о нём датируется 23 февраля 1316 года, когда один из его кредиторов парижский буржуа Филипп Леспизье получил от монастырского казначея подтверждение на передачу ему в уплату долга жилища покойного менестреля, которое он нашёл «пустым и неприбранным».

## Хроника
Рифмованная хроника Гийома Гиара «Ветвь королевских родов» (фр. La branche des Royaux lignages, La branche des Кoyaus lingnages), известная также под названиями «Ветви королевской фамилии» (фр. Portion de la famille Royale) и «Истории некоторых из королей» (фр. Histoire de quelques-uns de ses rois), была написана им около 1306 или 1307 года на старофранцузском языке для короля Филиппа IV Красивого, с целью восстановить, по его словам, истину о причинах войны во Фландрии и развенчать «клевету фламандских поэтов». Содержащая 21 510 стихов, она посвящена истории французских королей со времён Людовика VI Толстого (1108—1137) до 1306 года.
Применительно к эпохе Филиппа II Августа и Людовика VIII Льва автор опирается в основном на хронику Гийома Бретонского в переводе монаха Жана де Прюне, имя которого упоминается лишь у него одного, а также на «Завоевание Константинополя» Жоффруа де Виллардуэна, для последующего же периода пользуется материалами Больших французских хроник. Существует также версия, что ещё в ходе участия в военной кампании он делал латинские записи мемуарного характера, положенные позже в рифмы. Как источник его свидетельства важны лишь для периода после 1296 года, включая события войны во Фландрии с 1301 по 1304 год, которому посвящено свыше 8 000 стихов и применительно к которому она является отчётом очевидца.
Наряду с генеалогическими легендами и риторическими оборотами, хроника Гиара содержит немало ценных подробностей военной компании французов во Фландрии, включая вооружение, состав и численность противоборствующих армий, а также тактические планы их командования, существенно дополняя сведения альтернативных источников вроде «Памятной истории» Жана Сен-Викторского, францисканских «Гентских анналов», или «Истории и хроник Фландрии» бенедиктинцев Сент-Омера. Язык хроники довольно вычурен и отличается насыщенностью лексики и богатством рифм.
Единственная полная рукопись «Ветви королевских родов» хранится в Национальной библиотеке Франции под шифром MS français, 5698. Отрывки из неё впервые напечатал в 1668 году в Париже историк-энциклопедист Шарль Дюканж, в приложениях к своему изданию мемуаров Жана де Жуанвиля. Полная её публикация, подготовленная историком Жаном Александром Бюшоном, увидела свет в 1828 году в 7—8 выпусках «Коллекции национальных французских хроник» (фр. Collection des chroniques nationales françaises), а в 1860 году она частично была переиздана в 22 томе «Собрания историков Галлии и Франции» (фр. Recueil des historiens des Gaules et de la France), основанного учёным монахом-мавристом XVIII века Мартином Буке.

## Публикации
- Branche des royaux lignages. Chronique métrique de Guillaume Guiart, publiée pour la première fois, d'après les manuscrits de la Bibliothèque du roi, par J.-A. Buchon. — Volumes I—II. — Paris: Verdière, 1828. — 350 + 482 pp. — (Collection des chroniques nationales françaises, 7—8).
- La Branche des royaus lingnages par Guillaume Guiart, éditée par Dom Martin Bouquet // Recueil des historiens des Gaules et de la France. — Tome XXII. — Paris: Palmé, 1860. — pp. 171–300.